# 名古屋市立大和小学校
名古屋市立大和小学校（なごやしりつ たいわしょうがっこう）は、愛知県名古屋市千種区にある公立小学校。

## 歴史

### 沿革
- 1937年（昭和12年） - 池内尋常小学校（現内山小学校）より分離独立し、松軒尋常小学校開校。
- 1941年（昭和16年） - 松軒国民学校と校名を改称
- 1946年（昭和21年） - 大和国民学校と校名を改称。
- 1947年（昭和22年） - 名古屋市立大和小学校と校名を改称。
- 1950年（昭和25年） - 名古屋第二初級学校に分教場を設置[1]。
- 1957年（昭和32年） - 開校20周年記念式典挙行
- 1963年（昭和38年） - 校歌制定
- 1966年（昭和41年）3月 - 分教場廃止[1]。
- 1969年（昭和44年） - 体育館兼講堂完成
- 1974年（昭和49年） - プール、更衣室等完成
- 1976年（昭和51年） - 開校40周年記念式典
- 1981年（昭和56年） - 名古屋市学校保健優良校受賞
- 1987年（昭和62年） - 開校50周年記念式典
- 2022年（令和4年）9月 - 児童数減少による小規模校を解消するため、内山小学校との統合が検討された結果、名古屋市教育委員会は両校の統合を決定した[2]。

### 児童数の変遷
『愛知県小中学校誌』（1998年）によると、児童数の変遷は以下の通りである。
| 1947年（昭和22年） | 494人 |  |
| 1957年（昭和32年） | 858人 |  |
| 1967年（昭和42年） | 642人 |  |
| 1977年（昭和52年） | 501人 |  |
| 1987年（昭和62年） | 558人 |  |
| 1997年（平成9年）  | 376人 |  |

## 通学区域
町名は『家造.net』による。また、卒業生は名古屋市立振甫中学校へ進学する。
- 萱場一丁目（一部）
- 神田町（一部）
- 北千種一丁目
- 北千種二・三丁目（一部）
- 古出来三丁目（一部）
- 松軒一・二丁目
- 豊年町（一部）

## 交通
- 名古屋市営地下鉄東山線 今池駅、名古屋市営バス大曽根行き「都通1丁目」バス停北へ50m
- 名古屋市営バス「古出来町」バス停南へ300m